# NGC 5830
NGC 5830 (również PGC 53674 lub UGC 9670) – galaktyka spiralna (Sb), znajdująca się w gwiazdozbiorze Wolarza. Odkrył ją Lewis A. Swift 23 kwietnia 1887 roku. Jest zaliczana do radiogalaktyk.